# Profiler
Pour l’article homonyme, voir Profilage criminel.
Ne doit pas être confondu avec Profilage (série télévisée).
Profiler ou L'Œil du crime au Québec, est une série télévisée américaine en 84 épisodes de 42 minutes, créée par Cynthia Saunders et diffusée entre le 21 septembre 1996 et le 1er juillet 2000 sur le réseau NBC.
En France, la série a été diffusée du 6 décembre 1997 au 25 mars 2000 sur M6 dans le cadre de La Trilogie du samedi puis rediffusé sur Série Club, Téva, TF6 et NT1. Au Québec, elle a été diffusée à partir du 1er septembre 2002 à Séries+, en Belgique sur La Une, et en Suisse sur TSR1.

## Synopsis
Plusieurs meurtres ont lieu, et un policier, John, demande l'aide de la VCTF (Violent Crimes Task Force) dont le chef est Bailey Malone. Il fait appel à un profiler issu du FBI, Sam Waters, qui a la particularité de voir ce qui s'est passé sur le lieu des crimes.
Un psychopathe du nom de « Jack de Tous les Coups » est amoureux de la profiler et tue son mari. Sam décide de protéger sa fille et de quitter son travail mais Jack qui est un homme très intelligent, arrive à la retrouver. Elle sait que le seul moyen de se protéger réellement est de trouver ce criminel et elle reprend son poste au sein de la VCTF.

## Distribution

### Acteurs principaux
- Ally Walker (VF : Marie-Laure Dougnac) : Dr Samantha « Sam » Waters (saisons 1 à 3, invitée saison 4)
- Jamie Luner (VF : Coco Noël) : Rachel Burke (saison 4, dès l'épisode 3)
- Robert Davi (VF : Sylvain Lemarié) : l'agent Bailey Malone
- Julian McMahon (VF : Arnaud Arbessier) : l'inspecteur John Grant
- Peter Frechette (en) (VF : Joël Zaffarano) : George Fraley
- Roma Maffia (VF : Frédérique Cantrel) : Grace Alvarez
- Erica Gimpel (VF : Hélène Chanson) : Angel Brown (saisons 1 à 3)
- Caitlin Wachs (VF : Elisabeth Ventura) : Chloe Waters #1 (saisons 1 et 2)
- Michael Whaley (en) (VF : Christophe Peyroux) : Détective Nathan Brubaker (saison 1)
- Heather McComb (VF : Sauvane Delanoë) : Frances Malone (saisons 1 et 2)
- Shiek Mahmud-Bey (VF : Lucien Jean-Baptiste) : l'inspecteur Marcus Peyton (saison 2)
- Traci Lords (VF : Laurence Dourlens) : Sharon Lesher / Jill de tous les coups (saison 2)

### Acteurs récurrents et invités
- Dennis Christopher (VF : Bertrand Liebert ou Gabriel Le Doze)[1] : Jack de tous les coups / Albert Newquay / Ed Post (45 épisodes)
- James Handy (VF : Patrick Messe) : Lou Handleman (saison 1, épisodes 20, 21 et 22 / saison 2, épisodes 1, 10, 11 et 12)
- A Martinez (VF : Michel Bedetti) : Nick Cooper (saison 1, épisodes 5, 6, 14, 15, 17, 21 et 22 / saison 2, épisodes 1 et 4)
- Lawrence Pressman (VF : Jean-Pierre Moulin) : Walter Anderson (saison 2, épisode 19 / saison 3, épisodes 9 et 12 / saison 4, épisode 1)
- Mark Rolston (VF : Gabriel Le Doze) : Donald Lucas (saison 3, épisodes 1, 2, 6, 11, 14 et 20 / saison 4, épisode 1)
- Evan Rachel Wood (VF : Elisabeth Ventura) : Chloe Waters #2 (saison 3, épisodes 1, 5, 8 et 16 / saison 4, épisodes 1 et 2)
- Gregory Itzin (VF : Bernard Bollet) : Joel Marks (saison 4, épisodes 9, 13, 17, 18, 19 et 20)
- Raphael Sbarge (VF : Luc Boulad) : Danny Burke (saison 4, épisodes 7, 14, 15 et 20)

- Version française
  - Société de doublage : Karina Films[2]
  - Direction artistique : Claudio Ventura & Pierre Valmy
  - Adaptation des dialogues : Jean-Marie Boyer[2], Pierre Calamel et Jean Fourcault

 Source et légende : version française (VF) sur RS Doublage  et Allodoublage

### Invités venant des autres séries
Le Caméléon
- Michael T. Weiss (VF : Nicolas Marié) : Jarod (saison 3, épisode 19 / saison 4, épisode 10 et 18)

### Invités
- John Diehl (VF : Éric Missoffe) : Toby 'The Wick' Wood (saison 1, épisode 2)
- James Coburn : Charles Vanderhorn (saison 1, épisodes 14 et 15)
- Gina Torres : Michelle Brubaker (saison 1, épisode 19)
- Lori Petty : Marjorie Brand / Robin Poole (saison 1, épisodes 21 et 22)
- Erick Avari : Ashok Dupree (saison 2, épisode 1)
- Louise Fletcher : Miriam Newquay, Jack's Mother (saison 2, épisodes 7 et 8)
- Will Yun Lee : Andrew Young (saison 2, épisode 11)
- David Carradine : Christopher Joe Allman (saison 3, épisode 12)
- Doug Savant : Toby Watson (saison 3, épisode 12)
- Michael Peña : Alex Lopez (saison 3, épisode 15)
- Greg Grunberg : Vic (saison 3, épisode 17)
- James Franco : Stevie (saison 3, épisode 17)
- Emile Hirsch : Bryce Banks (saison 3, épisode 19)
- Nestor Serrano : Capitain Miguel Villalobos (saison 3, épisode 20)
- Neal McDonough : Chris Langston (saison 4, épisode 6)
- Ray Wise : James Perrone (saison 4, épisode 9)
- Joe Flanigan (VF : Tanguy Goasdoué) : Dr Tom Arquette (saison 4, épisodes 12, 13, 14 et 15)
- Marcia Cross : Pamela Martin (saison 4, épisode 13)
- Erin Gray (VF : Anne Jolivet) : Karen Archer (saison 4, épisodes 14, 15 et 17)
- Robert Knepper : Martin Lewis (saison 4, épisode 19)

## Épisodes

### Première saison (1996-1997)
1. Visions (Insight)
2. L'Anneau de feu (Ring of Fire)
3. Alliance diabolique (Unholy Alliance)
4. Rien que toi et moi (I'll Be Watching You)
5. Planète intacte (Urisoiled Sovereignty)
6. Modus Operandi (Modus Operandi)
7. Mère idéale (Night Dreams)
8. Juge d'exception (Cruel and Unusual)
9. L'Apprenti sorcier (The Sorcerer's Apprentice)
10. Silence, phase zéro (Shattered Silence)
11. Copie conforme (Doppelgänger)
12. À l'image des maîtres (Learning from the Masters)
13. Le Repaire de Jack (The House That Jack Built)
14. L'Ombre des Archanges [1/2] (Shadow of Angels, Part 1)
15. L'Ombre des Archanges [2/2] (Shadow of Angels, Part 2)
16. Œil pour œil (Film at Eleven)
17. Patriote pour la paix (Crisis)
18. Chemins de traverse (Blue Highways)
19. Exercice de sécurité (FTX: Field Training Exercise)
20. Dans les abysses (Into the Abyss)
21. Venin [1/2] (Venom, Part 1)
22. Venin [2/2] (Venom, Part 2)

### Deuxième saison (1997-1998)
1. Pour un instant de gloire (Ambition in the Blood)
2. Vent d'angoisse (Primal Scream)
3. À double tranchant (It Cuts Both Ways)
4. Plus fort que toi (Second Best)
5. Le pouvoir corrompt (Power Corrupts)
6. Une vieille connaissance [1/2] (Old Acquaintance)
7. Une vieille connaissance [2/2] (Jack Be Nimble, Jack Be Quick)
8. Les Victimes des victimes (Victims of Victims)
9. Marqué aux fers (Birthright)
10. Mourir pour vivre (Dying to Live)
11. Ces liens qui nous unissent (Ties That Bind)
12. Le Centaure (Shoot to Kill)
13. Combat sans gloire (Bloodlust)
14. Toutes les cinq minutes (Every Five Minutes)
15. Point de rupture (Breaking Point)
16. Obsession médiatique (Lethal Obsession)
17. Le Glaive de la vengeance (Cycle of Violence)
18. Voyeurisme (Die Beautiful)
19. La Source de tous les maux [1/2] (The Root of All Evil (1))
20. La Source de tous les maux [2/2] (The Root of All Evil (2))

### Troisième saison (1998-1999)
1. La Fin de Jack (Coronation)
2. Sombres désirs (Cravings)
3. Le Sens du devoir (Do the Right Thing)
4. Vision double (Double Vision)
5. Victimes par procuration (The Sum of Her Parts)
6. Les Flammes de l'innocence (The Monster Within)
7. La Femme idéale (Perfect Helen)
8. Coupable ou Victimes (Home for the Homicide)
9. Secret de famille (All in the Family)
10. Les Dernières Volontés (Ceremony of Innocence)
11. Double Personnalité (Where or When)
12. Hérédité (Inheritance)
13. La Tête dans le sac (Heads, You Lose)
14. Le Disciple (Otis, California)
15. Coup de folie (Spree of Love)
16. Le Culte du feu (Burnt Offerings)
17. Frères ennemis (Three Carat Crisis)
18. Comme un poisson dans l'eau (Seduction)
19. …Et mat 2e partie (Grand Master)
→ conclusion d'un crossover ayant débuté dans Le Caméléon (The Pretender) (Saison 3, épisode 19 : Échec…) (End Game)
20. Névrose (What's Love Got to Do with It?)
21. Le Vrai Visage de Jack [1/2] (Las Brisas [1/2])
22. Le Vrai Visage de Jack [2/2] (Las Brisas [2/2])

### Quatrième saison (1999-2000)
1. Enfin réunis [1/2] (Reunion [1/2])
2. Enfin réunis [2/2] (Reunion [2/2])
3. Témoin aveugle (Blind Eye)
4. Les Vieux Fantômes (Old Ghosts)
5. Infidélités (Infidelity)
6. Dommages collatéraux (To Serve & Protect)
7. Péché originel (Original Sin)
8. Le Tueur du train (Train Man)
9. Fétichisme (Quid Pro Quo)
10. Dissimulations (Clean Sweep)
→ conclusion d'un cross over ayant débuté dans Le Caméléon (Saison 4, épisode 10 : Simulations) (Spin Doctor)
11. Crime fortuit (Random Act)
12. Dominatrices ou Viols en série (Besieged)
13. Protée (Proteus)
14. Paradis perdu (Paradise Lost)
15. Le Roi des souris (The Long Way Home)
16. Château de cartes (House of Cards)
17. Mea Culpa (Mea Culpa)
18. Le Piano funeste (Pianissimo)
19. Memphis Call Girls (On Your Marks)
20. Une nouvelle arme (Tsuris)

### Les prémices
Si certains films traitent déjà de la traque de tueurs en série (Le Silence des agneaux…), rares sont les séries mettant en scène des profileurs. Fox Mulder, personnage principal de X-Files : Aux frontières du réel, exerce dans certains épisodes cette activité notamment via l'assassin Luther Lee Boggs dans l'épisode Le Message.
Le personnage du profileur ayant des visions sera aussi traité à la même époque par la série Millennium.

## Autour de la série
- Durant les trois premières saisons, Samantha Waters (Ally Walker) était l'héroïne de la série. Elle décida cependant de rendre son badge. Derrière elle, sa fille Chloé et sa meilleure amie Angel (Erica Gimpel), n'ayant plus d'utilité particulière, ne reviendront pas dans la quatrième saison.
- Au cours des deux premiers épisodes de la saison 4, Samantha Waters passe le flambeau à Rachel Burke (Jamie Luner). Malgré des scénarios plus sombres mais de bonne qualité, les fans n'apprécièrent pas l'escamotage de leur héroïne et le côté gravure de mode de Rachel Burke. [réf. nécessaire]La plupart des fans considèrent aujourd'hui que la fin de la série Profiler tient dans ces deux premiers épisodes. La série ne fut donc pas reconduite pour une nouvelle saison. Le dernier épisode restant d'ailleurs sur une fin ouverte jamais conclue.
- Durant la saison 3, un crossover en deux parties fut mis en place avec la série phare Le Caméléon (saison 3, épisode 19, intitulé "Échecs...") diffusée par la même chaîne aux États-Unis. L'intrigue commençant dans l'une pour se conclure dans l'autre, le ton et la teneur de l'intrigue changeant radicalement d'un épisode à l'autre via un subtile changement de continuité entre la fin du premier et le début du second. L'extraordinaire rencontre de Jarod et de Samantha Waters conduisit les producteurs des deux séries à renouveler l'expérience durant la saison 4. Cependant, et à la différence de Samantha, une idylle amoureuse se créera entre Rachel et Jarod, et tout comme pour le précédent crossover, un changement de continuité entre les deux épisodes permet de prolonger artificiellement l'affaire, une fois encore impliquant un changement drastique de ton. Jarod reviendra d'ailleurs une ultime fois prêter main-forte à Rachel durant l'un des ultimes épisodes de Profiler. Aucun lien ne rattache cette histoire à la série Le Caméléon cependant.

## Récompenses et nominations

### Récompenses
- 1999 : Gérardmer Film Festival : (épisode "La fin de Jack" (Coronation))

### Nominations
- 2000 : American Society of Cinematographers, USA -"Lowell Peterson"
- Emmy Awards, (1997 & 1999) -"Danny Lux"
- Young Artist Awards, (1997 -"Caitlin Wachs" , 1998-"Caitlin Wachs", 1999-"Caitlin Wachs" , 2000 -"Evan Rachel Wood", 2001 -"Andrew Sandler")
- 1999 : Motion Picture Sound Editors, USA
- 1998 : YoungStar Awards, -"Caitlin Wachs"
- 1998 : Satellite Awards, -"Ally Walker"
- 1998 : Imagen Foundation Awards
- 1998 : Saturn Award Best Genre Network Series & TV Actress - "Ally Walker"
- 1998 : ALMA Awards - "A Martinez"

## DVD
L'intégrale de la série est disponible en 4 coffrets DVD chez Opening, ainsi que dans un coffret intégral édition limitée regroupant la totalité de la série.